# Sergio Wolf
Sergio Wolf (Buenos Aires, 20 d'octubre de 1963) és un crític de cinema, docent, guionista i cineasta argentí. Va ser programador del Buenos Aires Festival Internacional de Cinema Independent (BAFICI) entre 2005 a 2007 i el seu director artístic entre 2008 i 2012. Va dirigir els llargmetratges Yo no sé qué me han hecho tus ojos (2003, codirigida amb Lorena Muñoz), El color que cayó del cielo (2014), Viviré de tu recuerdo (2016) i Esto no es un golpe (2018).
És coguionista dels llargmetratges La felicidad: un día de campo (1998) i Zapada, una comedia beat (1999), ambdues dirigidas per Raúl Perrone, a més d' Extranjera (2007), d'Inés Oliveira Cézar, i Por tu culpa (2008), d'Anahí Berneri.

## Biografia
És autor dels llibres La escena documental (Monte Hermoso Ediciones, 2018) i Cine/Literatura. Ritos de pasaje (Paidós, 2001), a més de compilador de Cine Argentino. La otra historia (Letra Buena, 1992).
És professor adjunt d'Història del Cinema I, i professor titular de Guió Documental I i Guió IV, en les carreres de grau i mestratges de Documental i Guió, respectivament, de la Universitat del Cinema (Buenos Aires).
Entre les múltiples revistes de cinema en les quals va escriure es troben El Amante del Cine, "Cine en la cultura argentina y latinoamericana", "Film " -de la que en fou un dels seus directors- i actualment a Revista de cine -en la que integra el comitè de redacció. A més escriu sobre futbol al diari Olé.
El 2021 va rebre el Premi Konex al Documental.

## Filmografia
Director
- Esto no es un golpe (2018)
- Viviré de tu recuerdo (2016)
- El color que cayó del cielo (2014)
- Yo no sé qué me han hecho tus ojos (2003, codirigida amb Lorena Muñoz).

Guionista
- Por tu culpa (2008)
- Extranjera (2007)
- Zapada, una comedia beat (1999)
- La felicidad: un día de campo (1998).

## Llibres publicats
- La escena documental (Monte Hermoso Ediciones, 2018)
- Cine/Literatura. Ritos de pasaje (Paidós, 2001)
- Cine Argentino. La otra historia (compilador) (Letra Buena, 1992)

## Enllaçps externs
- Sergio Wolf a Cinenacional.com
- Entrevista a Otros Cines.
- Entrevista a Retina Latina.